# Tobias Ebner
Tobias Ebner (Bolzano, 6 marzo 1989) è un ex hockeista su ghiaccio italiano, di ruolo centro, che ha giocato per quasi tutta la carriera con la maglia dell'Appiano, di cui è stato anche capitano.
Anche il fratello minore Fabian è un giocatore di hockey su ghiaccio.